# Retropinna retropinna
Retropinna retropinna är en fiskart som först beskrevs av Richardson, 1848.  Retropinna retropinna ingår i släktet Retropinna och familjen Retropinnidae. Inga underarter finns listade i Catalogue of Life.